# Швидковский, Дмитрий Олегович
Дми́трий Оле́гович Швидко́вский (род. 14 мая 1959, Москва, СССР) ― советский и российский историк архитектуры. Доктор искусствоведения (1994), профессор. Президент Российской академии архитектуры и строительных наук (с 20 декабря 2019 года), вице-президент Российской академии художеств (с 2001). Ректор Московского архитектурного института (с 2007). Академик РАХ (1998; член-корреспондент 1995). Академик РААСН (2001; член-корреспондент 1998). Заслуженный деятель искусств РФ (2000). Лауреат Государственной премии РФ (2004). Член Лондонского Общества Древностей (старейшей английской академии), Европейской академии наук и искусств (Зальцбург).

## Биография
Родился 14 мая 1959 года в Москве.
- Отец — Олег Александрович Швидковский, сын архитектора-конструктивиста Александра Владимировича Швидковского, доктор искусствоведения, профессор, член-корреспондент Российской академии художеств. Из дворян Полтавской губернии, род Швидковских известен с XVII в.
- Мать — Вера Николаевна Калмыкова, историк архитектуры, профессор Московского института коммунального хозяйства и строительства, внучка Софьи Ивановны Мамонтовой из прославленной меценатством русской купеческой династии (известна с начала XVIII в.), дочь строителя Большого Каменного моста в Москве, инженера, профессора Николая Яковлевича Калмыкова.

В 1982 году окончил Московский архитектурный институт (МАрхИ) по специальности «архитектор, историк архитектуры».
С 1983 года был преподавателем кафедры истории архитектуры и градостроительства МАРХИ; в 1988 году стал доцентом, в 1993 году возглавил кафедру.
В 1984 году под научным руководством доктора искусствоведения Т. Ф. Саваренской защитил диссертацию на соискание учёной степени кандидата искусствоведения по теме «Архитектор Ч. Камерон. Новые материалы и исследования» (специальность 18.00.01 — теория и история архитектуры).
В 1986—1997 годах одновременно работал в Государственном институте искусствознания и НИИ теории и истории искусства РАХ.
В 1994 году защитил диссертацию на соискание учёной степени доктора искусствоведения по теме «Англо-русские связи в архитектуре второй половины XVIII — начала XIX столетия» (специальность 18.00.01 — теория и история архитектуры, реставрация и реконструкция историко-архитектурного наследия).
С 1997 года — академик-секретарь Отделения искусствознания и художественной критики РАХ, с 2001 года — вице-президент РАХ.
С 2007 года — ректор Московского архитектурного института (государственной академии). Член (с 2022 — Советник) Высшей аттестационной комиссии РФ.
20 декабря 2019 года избран президентом Российской академии архитектуры и строительных наук.
Был приглашённым профессором Иллинойского (США), Бернского (Швейцария), Венецианского (Италия),Гданьского (Польша), Турского (Франция), Пекинского архитектурного и Сианьского политехнического (Китай) университетов, университета Аристотеля в Фессалониках (Греция), а также приглашённым директором исследований Высшей школы практических исследований университета Пари-Сорбонн (Франция), приглашённым членом-исследователем колледжей Корпус Кристи и Олл Соулз Оксфордского университета (Великобритания), приглашённым научным сотрудником Кеннановского института русских исследований в Вашингтоне (США) и Центра высших исследований Ренессанса в Туре (Франция). Член Ученых советов ряда зарубежных научных центров — Центра исследований архитектуры им. Андреа Палладио (Виченца), Фонда им. Еуженио Бальзан (Милан).
Автор около 400 работ по истории архитектуры на разных языках, в том числе 25 книг и ряда статей по истории русской и мировой архитектуры, в частности зодчеству России и Англии эпохи Просвещения.

## Членство в организациях
- Союз архитекторов России
- Союз художников России
- Московский союз художников
- Совет при Президенте Российской Федерации по культуре
- Патриарший Совет по культуре
- Президиум Российской академии художеств
- Президиум Российской академии архитектуры и строительных наук
- Председатель Совета Учебно-методического объединения по архитектуре при Министерстве науки и высшего образования РФ
- Совет по науке Министерства культуры РФ
- Попечительский совет Музея-заповедника Московский Кремль
- Попечительский совет Государственного института искусствознания
- Научно-образовательная теологическая ассоциация (член-учредитель)
- Общество любителей русской словесности
- Московское общество испытателей природы
- Императорское Палестинское православное общество
- Совет АНО «Древний Псков»
- Межведомственный совет по присуждению премий Правительства РФ
- Коллегия Министерства строительства и ЖКХ РФ
- Совет Фонда президентских культурных инициатив
- Координационный совет Программы фундаментальных исследований РФ (член Президиума и руководитель секции «Строительство и архитектура»)

## Почётные звания, награды и премии
- 1998 — академик Российской академии художеств
- 1998 — лауреат премии «Золотое сечение» Союза архитекторов России
- 1998 — Золотая медаль РААСН
- 2000 — Заслуженный деятель искусств Российской Федерации
- 2001 — академик Российской академии архитектуры и строительных наук
- 2004 — Государственная премия Российской Федерации за вклад в развитие литературы и искусства
- 2004 — Кавалер ордена «За заслуги» (Франция)
- 2010 — Почётный член Международной академии архитектуры (Отделение в Москве — МААМ)
- 2012 — Благодарность Президента Российской Федерации — за многолетнюю плодотворную работу в Совете при Президенте Российской Федерации по культуре и искусству[6]
- 2012 — Командор ордена Звезды Италии (Италия)[7]
- 2012 — Почётный работник науки и техники Российской Федерации
- 2013 — Почётный знак Фонда Св. Апостола Андрея Первозванного
- 2014 — Почётный работник высшего образования Российской Федерации
- 2014 — Медаль им. В. И. Сурикова Союза художников РФ
- 2015 — Орден Почёта — за заслуги в области культуры, печати и многолетнюю плодотворную деятельность
- 2017 — Медаль имени И. В. Жолтовского Союза архитекторов РФ
- 2019 — Золотая медаль Союза художников РФ
- 2019 — Орден «Святые Равноапостольные Кирилл и Мефодий»
- 2019 — Почётный знак Императорского Палестинского православного общества
- 1996—2019 — Золотая и Серебряная медали РАХ, медали РАХ имени И. И. Шувалова, За заслуги перед искусством, За заслуги перед Академией, Почётная грамота Президента РАХ
- 2019 — Орден Преподобного Андрея Иконописца II степени (Московская Патриархия)
- 2021 — Орден Александра Невского — за большие заслуги в научно-педагогической деятельности, подготовке квалифицированных специалистов и многолетнюю добросовестную работу
- 2022 — Благодарность председателя Высшей аттестационной комиссии
- 2022 — Медаль Н. С. Алферова (УралГАХУ)
- 2022 — Медаль «350-летие Нижегородской епархии»
- 2022 — Благодарность Председателя Совета Федерации Федерального собрания РФ
- 2023 — Благодарность Министра образования и науки РФ
- 2023 — Медаль «10 лет Минстроя России»
- 2024 — Медаль «300 лет РАН»
- 2024 — Медаль «За укрепление сотрудничества» (Московский Муфтият)
- 2024 — Медаль «50 лет Байкало-Амурской магистрали»
- 2024 — Медаль «За верность традициям» (ГУЗ)
- 2024 — Почетный архитектор РФ
- 2024 — Орден «Император Александр III» Императорского Палестинского Православного Общества.
- 2024 — Медаль «За вклад в осуществление государственной политики в области образования».
- 2025 — Почётная грамота Президента Российской Федерации — за заслуги в подготовке высококвалифицированных специалистов, научно-педагогической деятельности и многолетнюю добросовестную работу[8]
- 2025 - Медаль "80 лет Победы в Великой Отечественной войне"
- 2025 - Медаль Союза архитекторов России "За преданность содружеству зодчих"

Почётный профессор:
- 2004 — Иллинойского университета, США
- 2012 — Пекинского архитектурного института, Китай
- 2015 — Санкт-Петербургского института живописи, скульптуры и архитектуры им. И. Е. Репина
- 2016 — Ростовского строительного университета
- 2017 — Токийского университета Шибаура, Япония
- 2024 — Томского архитектурно-строительного университета